# Porto Solidão
Porto Solidão é o título da canção composta por Zeca Bahia e Ginko e em 1980 foi sucesso com o cantor Jessé. Essa versão foi a vencedora do Festival Shell de MPB de 1980; regravada por artistas como Altemar Dutra e Daniel, teve versões em mais de quarenta países.

## Jessé e Festival MPB-80
O cantor Jessé tinha uma carreira onde inicialmente, seguindo os ditames do mercado, gravara com pseudônimo e canções em inglês e depois como vocalista da banda Placa Luminosa até que no Festival MPB-80, programa de concurso musical realizado pela emissora de televisão Globo, defendeu a composição de Bahia e Ginko.
Embora não tenha se classificado entre as melhores canções, segundo o júri do programa, Jessé foi escolhido como o "melhor intérprete".
Com o sucesso da música ali alcançado o cantor lançou então seu primeiro disco solo pela RGE, com a canção no repertório; embora ele tenha gravado mais discos ao longo da década até sua morte num acidente em 1993, jamais atingiu o sucesso da "inspirada canção" que o projetou -segundo Mauro Ferreira; em 2018 o álbum foi relançado pelo selo Discobertas, em formato de CD.